# Ławrykowce
Ławrykowce (ukr. Лавриківці, Ławrykiwci) – wieś na Ukrainie, w  obwodzie tarnopolskim, w rejonie tarnopolskim.
Do 2020 w rejonie zborowskim.